# Cordillera-Waldmaus

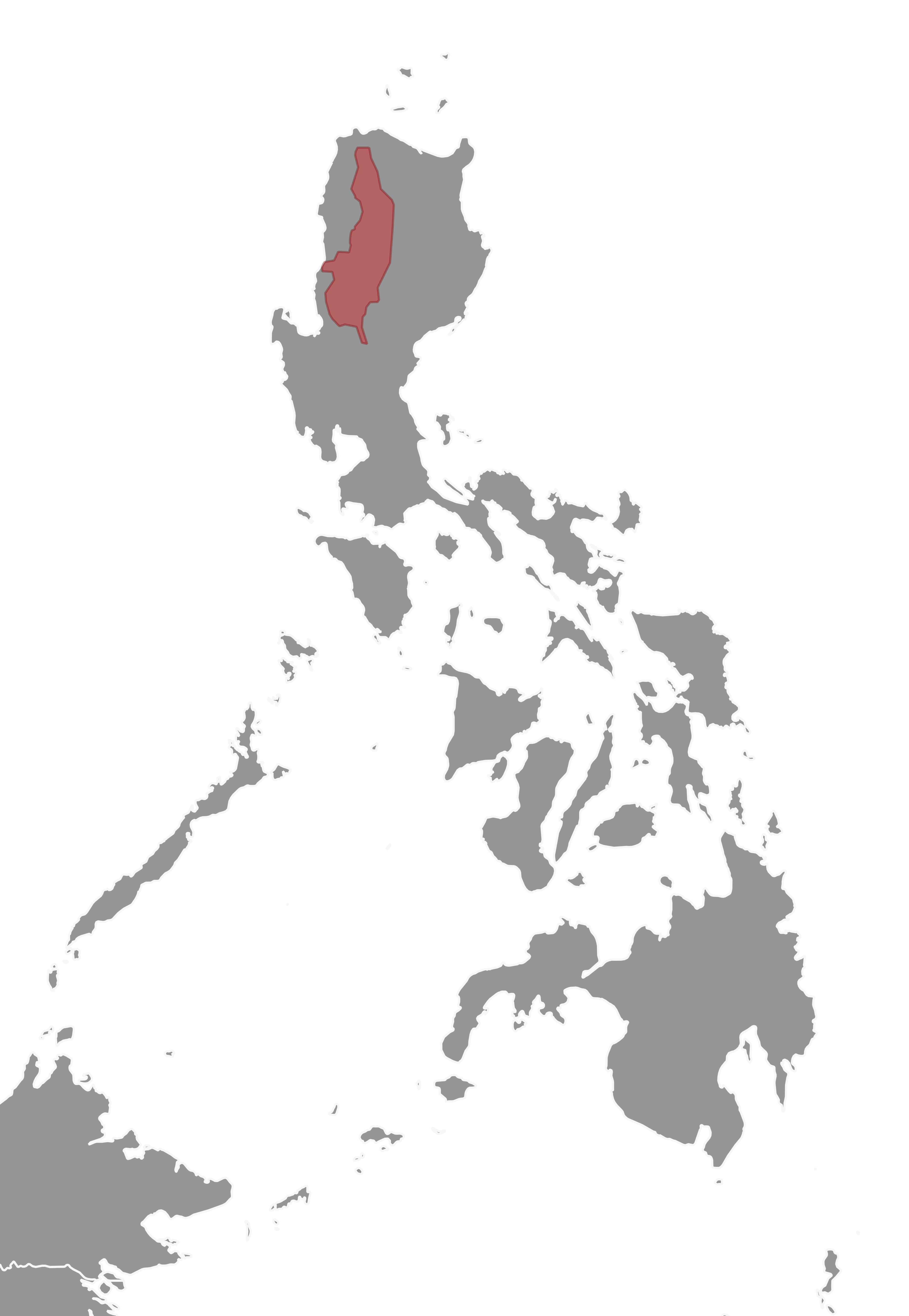
Verbreitungsgebiet der Cordillera-Waldmaus

Die Cordillera-Waldmaus (Apomys abrae) ist ein im Norden der philippinischen Insel Luzon verbreitetes Nagetier in der Gattung der Philippinen-Waldmäuse.

## Merkmale
Erwachsene Exemplare erreichen eine Gesamtlänge von 258 bis 291 mm, inklusive eines 121 bis 148 mm langen Schwanzes sowie ein Gewicht von 59 bis 79 g. Der Kopf ist durch große Augen und große Ohren gekennzeichnet. Das weiche Fell dieser Maus ist oberseits braun gefärbt, während die Unterseite weiß ist. Typisch sind weiße Haare auf den Oberseiten der Vorder- und Hinterpfoten. Die ähnliche Nördliche Luzon-Waldmaus (Apomys datae) erreicht ein größeres Gewicht und hat dunkle Haare auf den Pfoten. Bei anderen Philippinen-Waldmäusen der Region ist der Schwanz markant länger als die Kopf-Rumpf-Länge.
Auf dem Schwanz der Cordillera-Waldmaus befinden sich Schuppen und dünne Haare. Er ist oberseits dunkel und unterseits weißlich. Die zwei Zitzen der Weibchen liegen im Leistenbereich. Der diploide Chromosomensatz enthält 44 Chromosomen.

## Verbreitung
Die Art bewohnt die nordwestlichen Gebirge der Insel Luzon. Sie hält sich auf 1000 bis 2500 Meter Höhe auf. Das Habitat variiert zwischen Regenwäldern, trockeneren Wäldern mit Kiefern und vereinzelten Laubbäumen sowie offene Landschaften mit einer Grasdecke und verstreuten Kiefern und Büschen.

## Lebensweise
Laut einer Studie von 2016 ernährt sich die Cordillera-Waldmaus von Pflanzensamen, Regenwürmern, Insekten und anderen Würmern der Erdschicht. Die Nahrung wird in der Nacht gesucht und am Boden gefunden. Ein Wurf besteht aus bis zu drei Neugeborenen.

## Gefährdung
Waldrodungen in tieferen Lagen beeinflussen einen Teil der Population. Die IUCN listet die Art als nicht gefährdet (least concern) und schätzt den Gesamtbestand als groß ein.